# Conde-sur-l'Escaut Communal Cemetery
Le cimetière « Condé-sur-l'Escaut Communal Cemetery  » est un cimetière militaire  de la Première Guerre mondiale situé sur le territoire de la commune de Condé-sur-l'Escaut, Nord. 

## Localisation
Ce cimetière est situé au nord de la ville, à l'intérieur du cimetière communal, route de Bonsecours.

## Historique
Occupée dès la fin août 1914 par les troupes allemandes, Condé-sur-l'Escaut  est restée loin des combats jusqu'en novembre 1918. Tous les soldats du Commonwealth inhumés dans ce cimetière étaient prisonniers des Allemands, décédés de maladies ou de mauvais traitements.

## Caractéristique
Ce cimetière  a été créé après l'armistice. Il comporte 99 tombes.

## Sépultures
| Pays             | Sépultures |
| ---------------- | ---------- |
| Royaume-Uni      | 95         |
| Canada           | 3          |
| Nouvelle-Zélande | 1          |
| Total            | 99         |

## Galerie

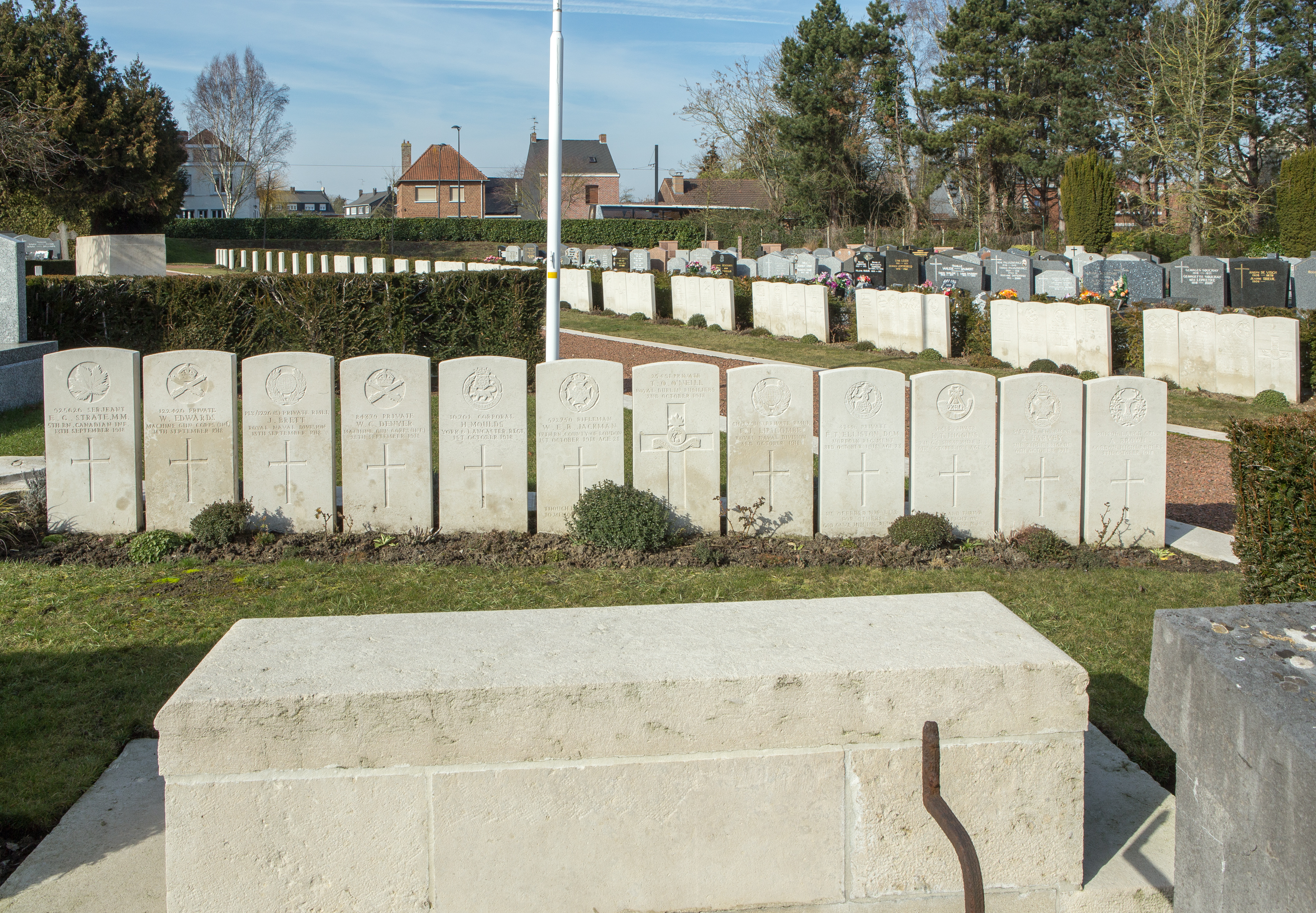
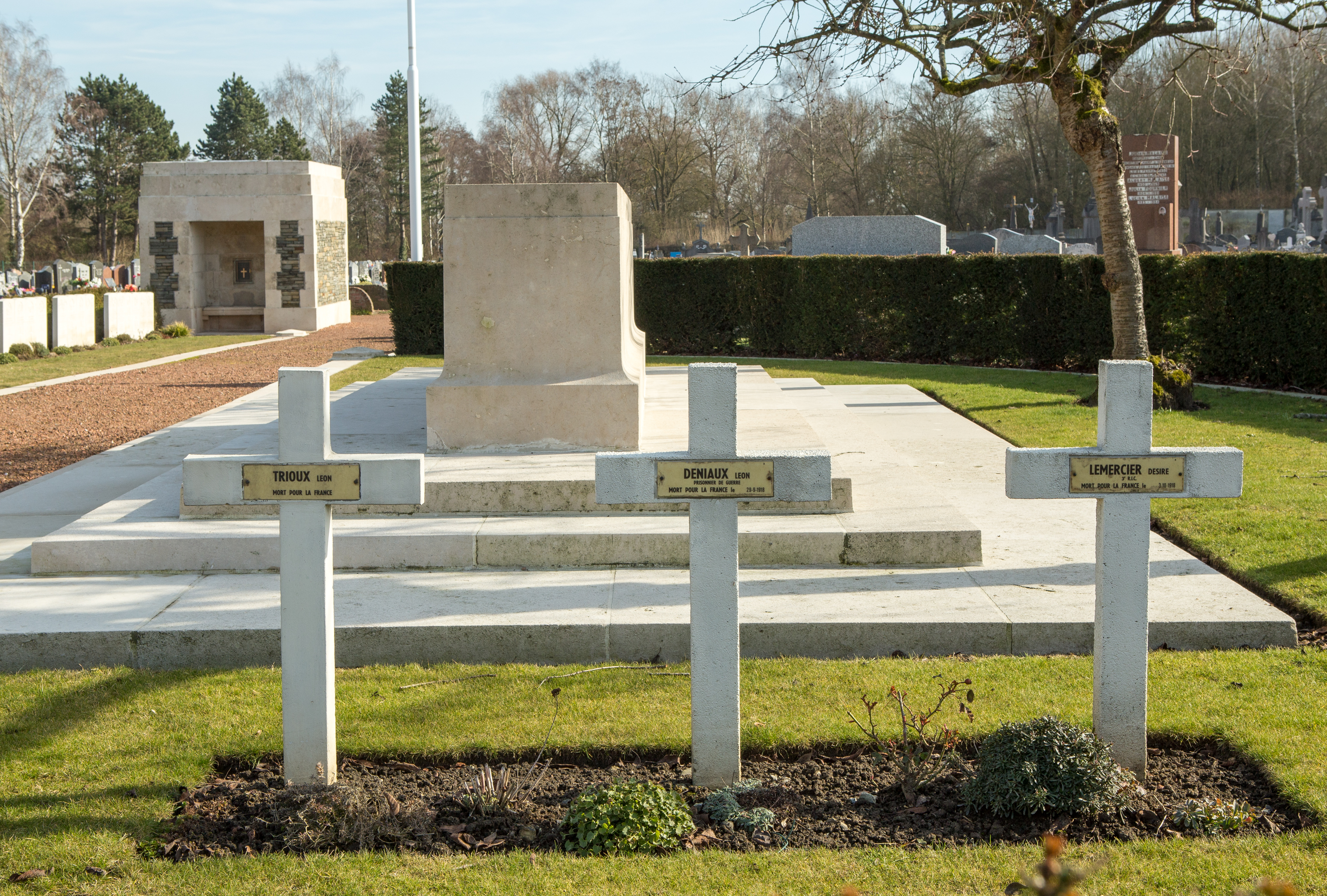
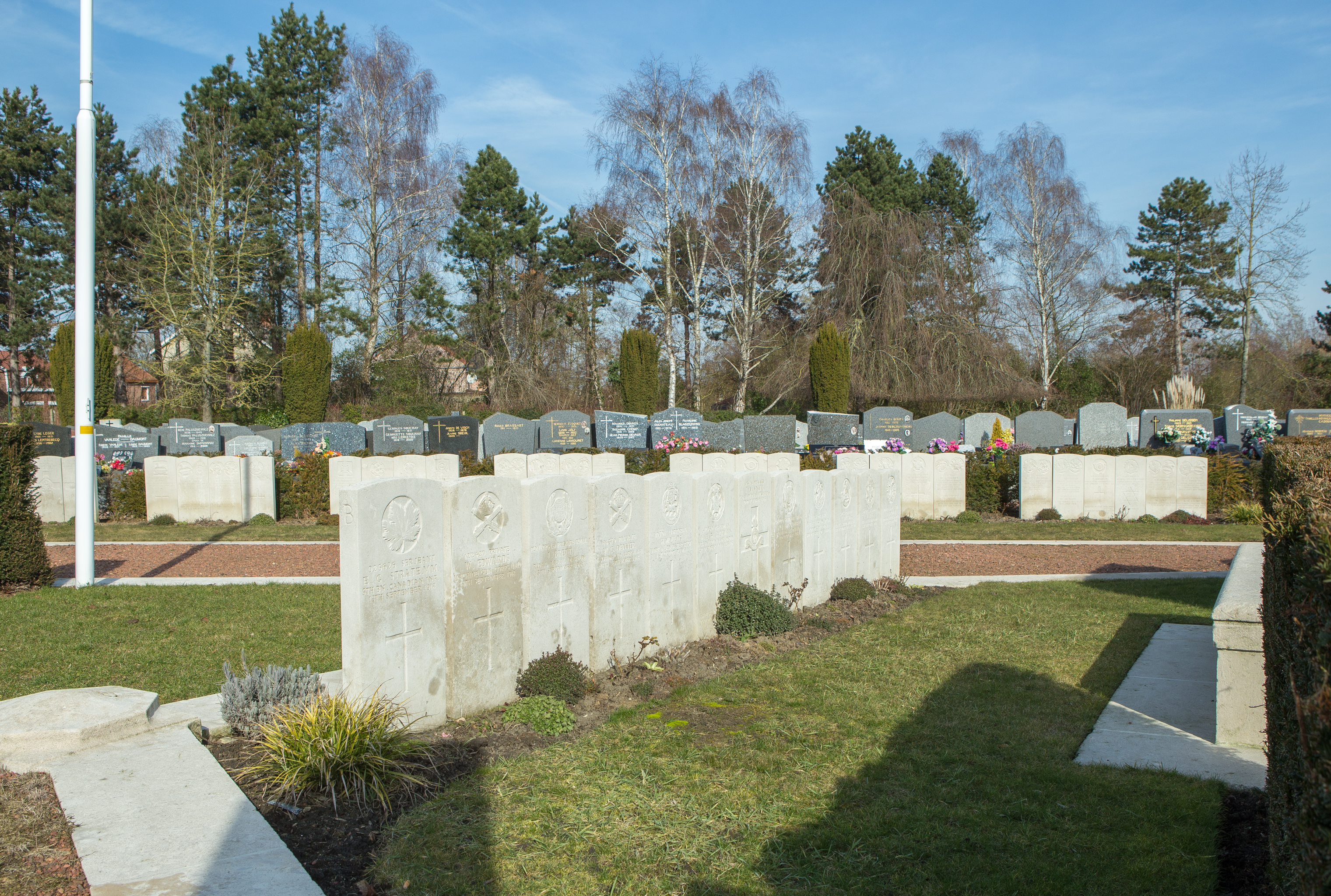
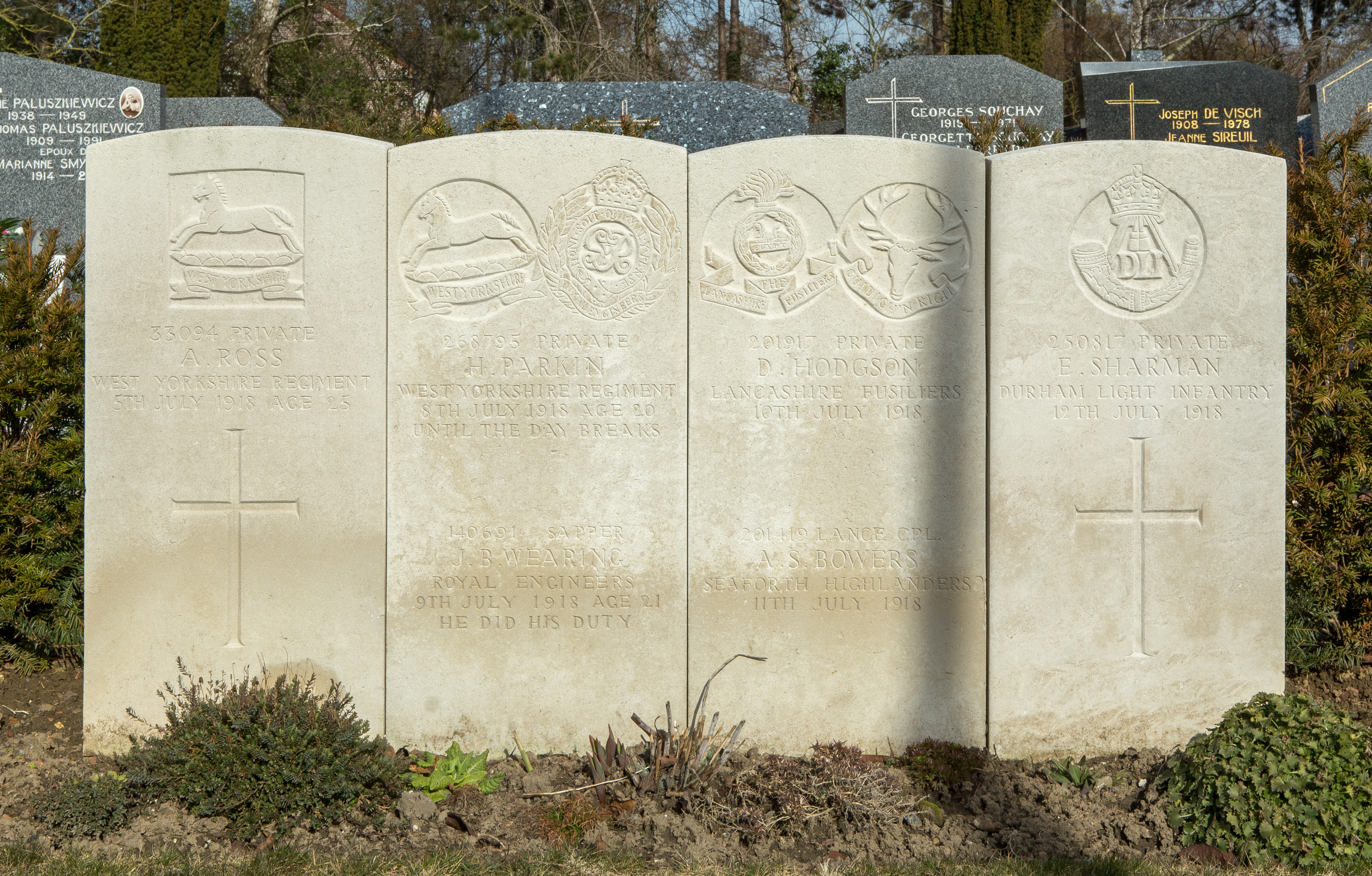
Tombe de soldats britanniques  décédés en juillet 1918.
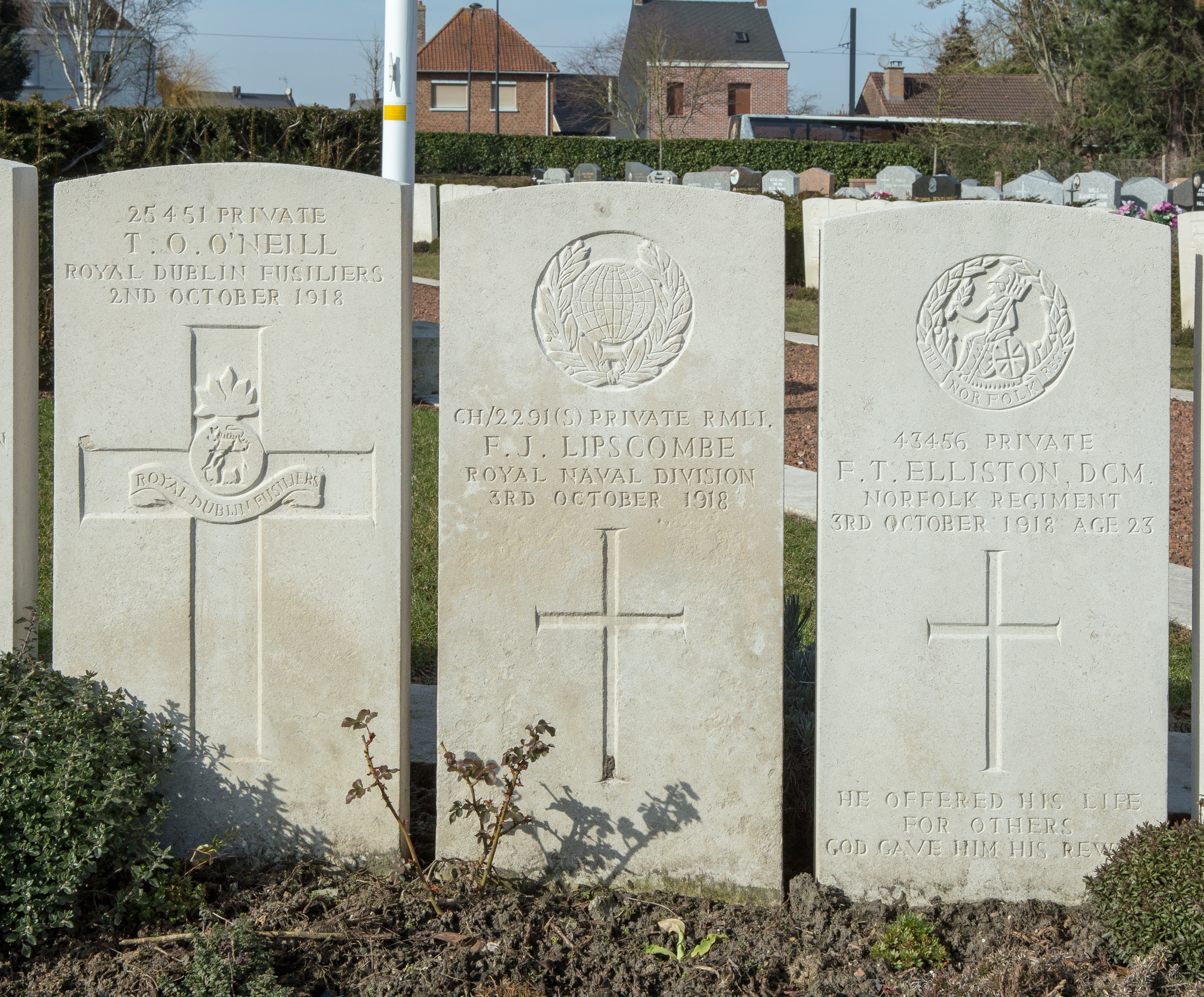
Tombe de soldats britanniques  décédés en octobre 1918.
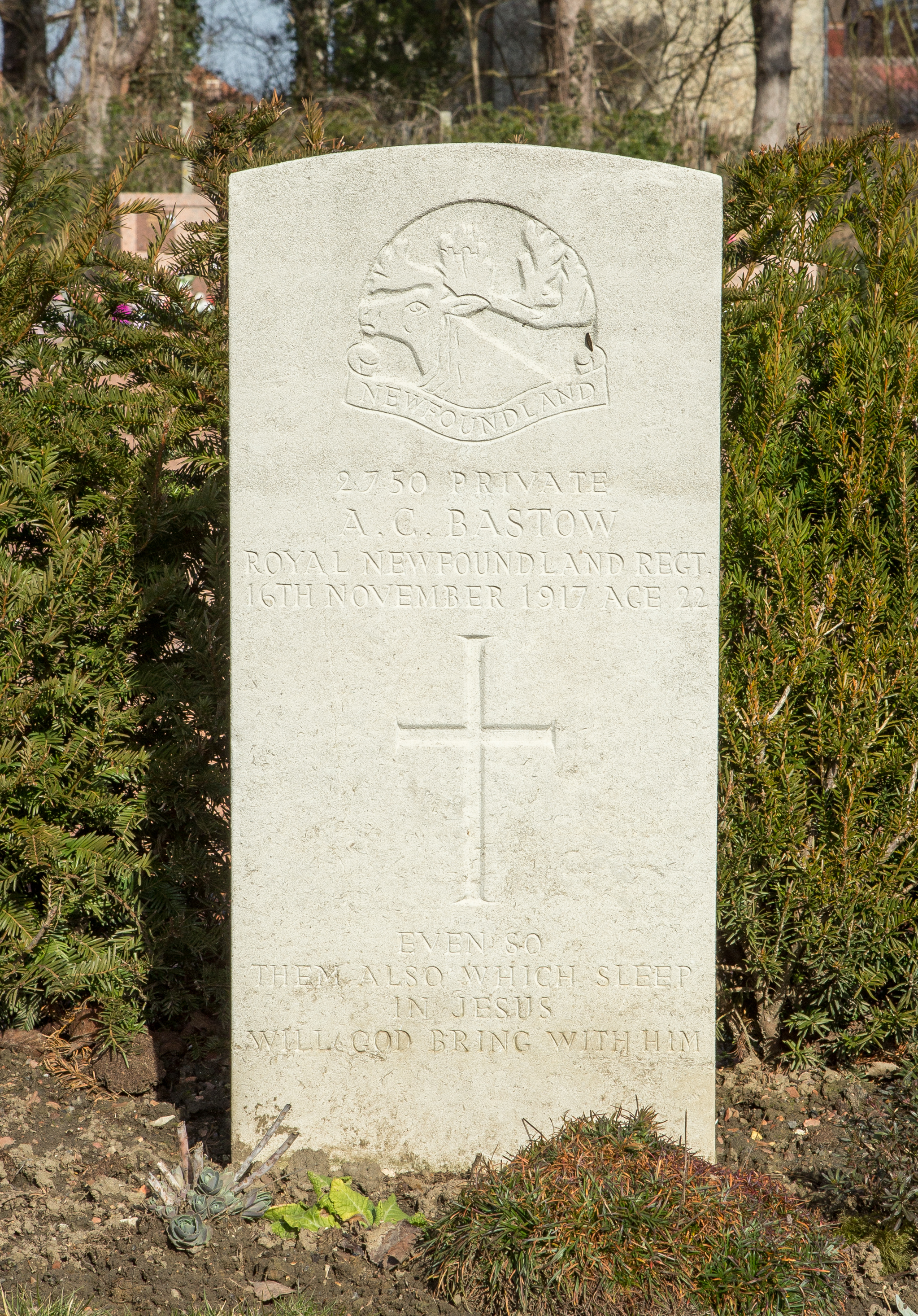
Tombe de l'unique soldat néo-zélandais.